# Uga-Uga
Uga-Uga es una telenovela brasileña emitida por TV Globo, originalmente en el horario de 19 horas, desde el 8 de mayo de 2000 hasta el 19 de enero de 2001, totalizando 221 capítulos.
Fue escrita por Carlos Lombardi, con la colaboración de Margareth Boury y James Santiago, y dirigida por Juan Camargo y Ary Coslov, con la dirección general de Wolf Maya y Alexander Avancini, y la dirección de núcleo de Wolf Maya.
Protagonizada por Humberto Martins, Vivianne Pasmanter, Cláudio Heinrich y Mariana Ximenes y con las participaciones antagónicas de Vera Holtz y Heitor Martínez.

## Historia
Siendo un niño, el joven Adriano sobrevivió a un accidente de avión que causó la muerte de sus padres.
Tatuapú, es decir, Adriano, fue encontrado por su abuelo, Nikos. Después de que fue llevado a la ciudad, descubrió que él era el único heredero de la fortuna de la familia después de la muerte de su abuelo y que debería administrar los negocios por sí mismo.
Sin embargo, hubo de enfrentarse a dos obstáculos: su tía Santa y su primo Rolando, ambos tratando de poner sus manos sobre el legado del patriarca. Pero Tatuapú parece no mostrar el más mínimo interés en el negocio del abuelo y sueña con volver un día con su tribu.
La vida de Tatuapú se cruza con la vida de Bernardo Baldochi, un gran amigo y aliado para escapar de las artimañas de su tía.
En el doblaje al idioma español es conocido como Bernardo o Baldoki, es un exteniente de la Marina que lleva una vida alucinante y huye de los bandidos que constantemente amenazan a su familia. Él es dado por muerto por su familia y por la novia que abandonó en la iglesia para poder salvar sus vidas.
Su novia, Maria João, es una mujer delicada y apasionada, pero con el tiempo y tras la noticia de su muerte, pierde interés en la vida y la casi totalidad de su feminidad, viviendo siempre amargada. Su único entretenimiento es leer historias de amor en libros de las colecciones, donde ella se imagina junto al fallecido Baldoki, sin sospechar que quien escribe las historias en verdad es el mismo Baldoki.
Maria João vive con su padre y un hermano que ella cuida como si fuera su hijo, y este es un secreto de la trama que se revela cuando Baldoki regresa. El hermano de María es realmente su hijo con Baldoki.

## Elenco
- Humberto Martins - Bernardo Baldochi (Baldoki)/ Kala - Kalu/ Primo Bento (Capítulos cuando regresa a la ciudad haciéndose pasar por el escondiéndose de Maria y capítulo final cuando es invitado a la inauguración del hotel de la selva queda con Maria la Loca)

- Vivianne Pasmanter - Maria João Portela
- Cláudio Heinrich - Tatuapú/ Adriano Karabastos/ Tatu
- Lima Duarte - Nikos Karabastos /Papú
- Marcello Novaes - Beterraba (Betabel en el doblaje para Hispanoamérica)
- Nair Bello - Pierina Baldochi
- Vera Holtz - Santa Karabastos
- Mariana Ximenes - Bionda Arruda Prado
- Betty Lago - Brigitte/ Alice
- Danielle Winits - Tati (Tatiana Prado)
- Marcos Pasquim - Casimiro (Van Damme)/ Kala - Kalu Mirin
- Sílvia Pfeifer - Vitória Arruda Prado
- Silvia Nobre - Crocoká
- Wolf Maya - Felipe Prado
- Bianca Castanho - Amatista
- Nívea Stelmann - Gui (Guinivere)
- Tato Gabus Mendes - Anísio
- Françoise Forton - Larissa Guerra
- Mário Gomes - Ladislau Pomeranz
- Ângelo Paes Leme - Salomón Pomeranz
- Roberto Bomfim - Pajé
- Marcelo Faria - Amon Rá Pomeranz
- Juliana Baroni - Shiva Maria Pomeranz
- Tatyane Goulart - Lilith Pomeranz
- Heitor Martínez - Rolando Karabastos
- Geórgia Gomide - Gherra
- John Herbert - Veludo
- Lúcia Veríssimo - Maria Louca (la Loca)
- Oswaldo Loureiro - Querubim Portella
- Joana Limaverde - Bruna Arruda Prado
- Delano Avelar - Argel
- Matheus Rocha - Ari
- Alexandre Schumacher - Zen
- Taís Araújo - Emilinha
- Alexandre Lemos - Dinho (Bernardo Portella)
- Hugo Gross - Barbosa
- João Carlos Barroso - Pereirinha
- Beth Lamas - Madá
- Vanessa Nunes - Penélope
- Cláudia Lira - Suzi

### Participaciones especiales
- Luís Fernando Guimarães - Varella
- Marcos Frota - Nikos Júnior
- Denise Fraga - Mag
- Stepan Nercessian - Guerra
- Maria Ceiça - Rosa
- Luciano Szafir - Pepê
- Clarice Niskier - Amélia
- Norma Geraldy - Norma
- Oswaldo Louzada - Dr Moretti
- Lolita Rodrigues - Carmen
- Nelson Freitas - Nilo
- Gabriel Braga Nunes - Otacílio
- Paula Burlamaqui - Kate
- Elias Gleizer - Ceguinho
- Isadora Ribeiro - Marlene
- Ewerton de Castro - Marido nervoso
- Daniele Suzuki - Sarah
- Marcos Breda - Gumercindo
- Beth Erthal - Violeta
- Sérgio Loroza - Pimpão
- George Bezerra - Zeca
- João Camargo - Padre
- Moacir Alves - Antiquário

- Datos: Q9091145